# Donia Leeves
Donia Leeves, née le 12 mars 1976, est une joueuse de squash représentant l'Angleterre. Elle est championne d'Europe junior en 1994.

## Palmarès

### Titres
- Championnats d'Europe junior : 1994